# Gigtasjön
Gigtasjön är en sjö i Åsele kommun i Lappland och ingår i Gideälvens huvudavrinningsområde. Sjön har en area på 0,0689 kvadratkilometer och ligger 308,6 meter över havet.

## Delavrinningsområde
Gigtasjön ingår i det delavrinningsområde (711945-159807) som SMHI kallar för Ovan Åtjärnsbäcken. Medelhöjden är 374 meter över havet och ytan är 23,95 kvadratkilometer. Räknas de 61 avrinningsområdena uppströms in blir den ackumulerade arean 836,93 kvadratkilometer. Avrinningsområdets utflöde Gideälven mynnar i havet. Avrinningsområdet består mestadels av skog (75 procent) och sankmarker (22 procent). Avrinningsområdet har 0,07 kvadratkilometer vattenytor vilket ger det en sjöprocent på 0,3 procent.